# Strugari
Strugari è un comune della Romania di 2 565 abitanti, ubicato nel distretto di Bacău, nella regione storica della Moldavia.